# Lucio Papirio dittatore (Zeno)
Lucio Papirio dittatore (später auch Quinto Fabio) ist ein Libretto zu einer Opera seria in drei Akten von Apostolo Zeno. Erstmals aufgeführt wurde das Werk in der Vertonung von Antonio Caldara am 4. November 1719 am Kaiserhof in Wien. Insgesamt sind nahezu 30 Vertonungen bekannt.

## Handlung
„Im Jahr 430, nach Erbauung der Stadt Rom, wurde Lucius Papirius Cursor in dem Kriege wider die Samniter zum Dictator erwehlet. Er ernannte zu seinem Kriegstribun den Quintus Fabius Rurilianus, des Marcus Fabius Sohn, der schon einmahl Consul und dreymahl Dictator gewesen war. Da nun Papirius bey Imbrinium im Angesicht der Feinde ankam, ward ihm von den Wahrsagern angedeutet, vor dem Anfange der Feindseeligkeiten noch einmahl nach Rom zu kehren, aufs neue Vorbedeutungen zu erhalten, und die Götter zu versöhnen. Zufolge dessen überließ er das Commando über die Armee dem Quintus Fabius, mit dem Verbot, mitlerweilen mit den Samnitern auf keinerley Weise ein Treffen zu wagen. Der Ungehorsam des Quintus, welcher die Gelegenheit ergriffen, die Feinde angefallen und überwunden hatte, gab dem Dictator zu einem solchen Zorn Gelegenheit, daß er in aller Eil wieder ins Lager zurück kam, und ihm zuerkannte, daß er mit Ruthen gestrichen, und hernach enthauptet werden sollte. Quintus nahm seine Zuflucht zu den Legionen, und hetzte sie zu einer Empörung auf, hernach flüchtete er in der Nacht nach Rom, wo sein Vater zuerst an den Rath, hernach an das Volck appellirte. Aber nichts in der Welt war vermögend, den Papirius zur Verzeihung gegen den Schuldigen zu bewegen, ausser die Vorbitten, die die Tribuns im Nahmen des ganzen Volks für ihn einlegten. Die Begebenheit ist mit diesen, und noch mehrern Umständen, im achten Buch der ersten Decas des Titus Livius zu lesen.
Man hat die Wahrheit der Geschichte mit dem Wahrscheinlichen der Liebe verbunden, wie man im gegenwärtigen Singspiel sehen kann.“

Die folgende Inhaltsangabe basiert auf dem Libretto der Erstfassung von 1719. Auch die genannte Arien-Titel beziehen sich auf diese von Antonio Caldara vertonte Fassung.

### Erster Akt
Das Kapitol in Rom mit der Außenseite des Jupitertempels
Szene 1. Der Diktator Lucio Papirio, Marco Fabio (der zuvor bereits mehrfach das Diktator-Amt innehatte), seine Tochter Papiria, Marcos Tochter Rutilia, Liktoren und römisches Volk treten aus dem Tempel (Tutti: „Con fausti auspici“). Die Auguren haben Lucio empfohlen, sich vor der entscheidenden Schlacht gegen die Samniten in Rom mit den Göttern zu versöhnen. Während seiner Abwesenheit soll Quinto Fabio, der mit Papiria verheiratete Sohn Marcos, das Kommando über das Heer übernehmen. Lucio schärft Marco ein, dass Quinto das Lager geschlossen halten und keine Angriffe gegen den Feind unternehmen dürfe. Marco meint, dass dies seinem Sohn sehr schwer fallen werde (Marco Fabio: „Tal generoso destriero indomito“).
Szene 2. Papiria und ihre Freundin Rutilia (Quintos Schwester), verabschieden sich herzlich von Lucio Papirio.
Szene 3. Der Volkstribun Servilio bringt die Nachricht, dass Quinto Fabio dem Senat durch den Militärtribun Cominio eine Nachricht geschrieben und Lucio somit übergangen habe. Kurz darauf sind aus dem Kapitol Jubelrufe auf Fabio zu hören. Lucio ist beunruhigt. Er geht hinein, um Näheres zu erfahren (Lucio: „Chi non so, se colpevole ancor sia“).
Szene 4. Die beiden Frauen bitten Servilio, Lucio zu folgen und ihnen schnell Nachricht zu bringen.
Szene 5. Papiria und Rutilia sind besorgt (Rutilia: „A la candida agnelletta“).
Szene 6. Cominio präsentiert Lucio und dem Volk Fahnen und andere Kriegsbeute der geschlagenen Samniten. Quinto Fabio hat Lucios Rückkehr nicht abgewartet, sondern die Feinde sofort angegriffen und besiegt. Papiria glaubt nicht, dass ihr Vater diese Befehlsverweigerung so einfach hinnehmen wird (Papiria: „Sento applausi: miro allori“).
Szene 7. Cominio und Rutilia versichern sich ihrer gegenseitigen Liebe. Rutilia erinnert Cominio daran, dass ihr Vater nur den würdigsten Gatten für sie akzeptieren wird. Cominio verspricht ihr, sich entsprechend zu verhalten (Cominio: „Se quanto so di amarti“).
Szene 8. Servilio unterhält sich mit Rutilia über seine Befürchtung, dass Lucio Quinto sehr streng bestrafen werde. Außerdem erinnert er Rutilia an seine eigene Liebe für sie. Rutilia weist ihn darauf hin, dass die Fabier trotz seines hohen Rangs als Volkstribun niemals einen Plebejer wie ihn in der Familie akzeptieren würden (Rutilia: „A rader nato il suolo“).
Szene 9. Servilio will Rutilia beweisen, dass er ihrer würdig ist (Servilio: „Un gran fasto“).
Tiberufer außerhalb von Rom mit Blick auf die Stadt
Szene 10. Quinto Fabio überquert in einem von samnitischen Sklaven gezogenen Triumphwagen zu den Klängen einer militärischen Sinfonia den Tiber (Quinto: „Qual piacer, o Tebro invitto“). Die Stadttore werden geöffnet. Papiria und das römische Volk empfangen den Sieger mit Lorbeerkränzen.
Szene 11. Die Ehegatten begrüßen sich freudig (Quinto/Papiria: „Non sento tutto il giubilo“).
Szene 12. Cominio warnt Quinto vor dem Zorn des Diktators. Auch Papiria fleht ihn an, schnellstens die Flucht zu ergreifen. Quinto fühlt sich jedoch im Recht und will für seine Tat einstehen. Cominio verspricht ihm seine Unterstützung (Cominio: „Leggi a noi tutti in volto“).
Szene 13. Lucio Papirio kommt mit den Liktoren aus der Stadt. Er hat bereits einen Gerichtsstuhl für die Verhandlung mitgebracht. Als Quinto ihm bestätigt, das Angriffsverbot bewusst missachtet zu haben, verurteilt er ihn zum Tode. Weder Quintos Rechtfertigung, durch sein Handeln Rom gerettet zu haben, noch die Fürsprache von Lucios Tochter Papiria zeigen Wirkung. Quinto akzeptiert die Strafe, will aber nicht als Verbrecher, sondern als Krieger durch die Hand römischer Soldaten sterben (Quinto Fabio: „Se vuoi, ch’io cada esanime“).
Szene 14. Obwohl Cominio darauf hinweist, dass das Heer Quinto weiterhin die Treue hält, bleibt Lucio bei seiner Entscheidung. Marco Fabio bittet ebenfalls um Gnade für seinen Sohn. Nicht der Diktator, sondern der Senat solle das endgültige Urteil fällen. Lucio akzeptiert den Vorschlag. Sollte der Senat aber Quinto freisprechen, werde er sein Amt niederlegen (Lucio Papirio, Marco Fabio, Cominio: „Manlio vinse; e Tito forte“).
Szene 15. Papiria steckt in einem Gewissenskonflikt, da sie sowohl ihren Vater ehren als auch ihren Gatten lieben muss (Papiria: „Rigori fingerò, – ripulse, e sprezzi“).
Tanz der samnitischen Sklaven, die ihre wiedergewonnene Freiheit feiern.

### Zweiter Akt
Galerie zwischen den Häusern der Fabier und der Papirier
Szene 1. Rutilia und Cominio unterhalten sich über die Chancen Quintos vor dem Senat (Cominio: „Come per nube il raggio“).
Szene 2. Servilio berichtet Rutilia, dass der Senat kein gemeinsames Urteil finden konnte. Die Entscheidung liege nun wieder beim Diktator.
Szene 3. Papiria widerspricht. Marco habe das römische Volk angerufen, und bei diesem habe Servilio als Volkstribun großen Einfluss. Rutilia macht keinen Versuch, ihren Abscheu gegenüber Servilio zu verbergen. Statt ihn um Hilfe zu bitten, appelliert sie an sein Pflichtgefühl (Rutilia: „Non deggio amarti“) und geht ab.
Szene 4. Papiria bittet Servilio, sich Rutilias Beleidigungen nicht zu sehr zu Herzen zu nehmen. Deren Vater werde ihm sicher zu seinem Recht verhelfen. Als dieser hinzukommt, berichtet sie ihm von Rutilias Verhalten Servilio gegenüber. Marco erklärt, dass die Tugend der Menschen für ihn eine größere Bedeutung habe als die Geburt. Wenn sich Servilio als würdig erweise, werde er ihm die Hand seiner Tochter geben. Servilio will sein Möglichstes tun (Servilio: „Non dispetto, non speranza“).
Szene 5. Papiria sorgt sich um das Schicksal ihres Mannes. Marco dagegen hat Zweifel. Als Quinto hinzukommt und seinen Vater dankbar umarmen will, stößt Marco ihn zurück. Er werde ihn erst dann wieder als Sohn ansehen, wenn seine Unschuld erwiesen sei (Marco: „Tu figlio mio? non sei“).
Szene 6. Papiria teilt Quinto mit, dass sie auf der Seite ihres Vaters stehe und ihn erst wieder als Gatten akzeptieren werde, wenn er dessen Vergebung erhalten habe (Papiria: „Tu sei mio caro ardor“).
Szene 7. Quinto kann seinen Stolz nur schwer überwinden (Quinto: „Troppo è insoffribile fiero martir“).
Lucio Papirios Zelt mit einem kleinen Tisch
Szene 8. Papiria fleht ihren Vater an, Gnade gegenüber seinem Schwiegersohn walten zu lassen, wenn er seine Schuld einsehe und um Vergebung flehe (Papiria: „Fra due sirti la navicella“).
Szene 9. Cominio teilt Lucio mit, dass sämtliche Tribune und Soldaten um Gnade für Quinto bitten. Er sei ein Kriegsheld und zum Kampf gezwungen worden (Cominio: „Col vincer te stesso“).
Szene 10. Quinto hat seinen Stolz besiegt und tritt demütig vor Lucio hin. Er gibt seinen Fehler zu, ergänzt aber, dass er aus Liebe und Leidenschaft gehandelt habe. Er legt Helm und Degen auf den Tisch und fällt vor Lucio auf die Knie, um seine Strafe auf sich zu nehmen. Lucio scheint beeindruckt. Er gibt ein Zeichen, die Zeltflügel zu öffnen.
Marsfeld mit Volk und Soldaten
Szene 11. Lucio verkündet dem versammelten Volk, dass Quinto seine Schuld eingesehen habe und um Gnade bitte. Marco zeigt sich enttäuscht von seinem Sohn. Quinto jedoch beharrt darauf, dass er zu Unrecht beklagt wurde. Empört weist Lucio jegliche Milde zurück (Lucio Papirio: „Rigido, inesorabile“).
Szene 12. Marco wirft seinem Sohn vor, der Familie durch seine Unterwerfung Schande bereitet zu haben. Quinto entgegnet, dass er keineswegs um Gnade gebettelt habe, sondern bereit gewesen sei, die Strafe auf sich zu nehmen. Lucio habe seine Worte verdreht und ihn dadurch öffentlich entehrt. Er greift zu seinem Degen, um sich selbst zu töten. Beeindruckt entreißt Marco ihm den Degen. Quinto sehnt sich weiterhin nach einem ehrenvollen Tod (Quinto: „Tra le ferite, e’l sangue“).
Szene 13. Marco Fabio denkt über das Schicksal seines Sohnes nach (Marco Fabio: „Presaga l’anima“).
Tanz der jungen römischen Adligen bei einer Militärübung.

### Dritter Akt
Forum Romanum mit Podesten für die Tribune und die Magistrate
Szene 1. In Gegenwart Quintos wenden sich Marco und das Volk gegen das Todesurteil. Stattdessen solle Quintos Sieg gefeiert werden (Marco/Chor: „Di trionfo, e non di morte“). Als sie das Podium verlassen wollen, tritt ihnen Lucio mit den Liktoren entgegen.
Szene 2. Als Lucio Marco darauf hinweist, dass das Forum nicht von Privatpersonen genutzt werden dürfe, kommt es zum Streit zwischen den beiden.
Szene 3. Servilio kommt mit den Volks-Magistraten hinzu und unterbricht den Zwist. Er, Lucio und die Magistrate nehmen auf dem Podest Platz. Marco und Quinto setzen sich etwas niedriger. Marco eröffnet die Verhandlung mit einem Appell an das Volk, indem er auf Quintos Verdienste hinweist. Lucio hingegen verheißt Rom den Untergang, falls man Verbrecher wie ihn ungestraft lasse. Er verlässt zornig das Podest. Quinto verkündet, dass er sich dem römischen Volk unterwerfe – weder als Schuldiger, noch als Held, sondern als Bürger. Er verabschiedet sich von seinem Vater und bittet ihn um Vergebung (Quinto Fabio: „Dammi un amplesso, o padre“).
Szene 4. Marco leidet mit seinem Sohn (Marco: „A torrente, che cresce, ed inonda“).
Zimmer
Szene 5. Auch wenn sich Servilio bei der Rettung ihres Bruders als würdig erweisen sollte, will Rutilia Cominio die Treue halten. Der verspricht ihr, einen Soldatenaufstand anzuzetteln, um Quinto zu retten. Dann kann Marco ihm die Hand seiner Tochter nicht verweigern (Cominio: „Più cori, più vite“).
Szene 6. Als Servilio erscheint, begegnet Rutilia ihm mit unverhohlenem Abscheu und wirft ihm vor, am Tod ihres Bruders schuldig zu sein (Rutilia: „Al duolo, a l’odio“).
Szene 7. Servilio benachrichtigt Lucio und Papiria von der Entscheidung des Volks: Quinto soll den Liktoren ausgeliefert werden. Lucio ist überrascht, denn Quintos Vergehen betraf nur ihn persönlich, nicht das Volk, das sich durch den Schuldspruch undankbar zeigt. Servilio meint, dass jetzt nur noch Lucio selbst Quinto retten könne, indem er sich von einem strengen in einen gnädigen Diktator verwandle (Servilio: „In tua man sta vita, e morte“).
Szene 8. Trotz Papirias Flehen will Lucio das Urteil nicht aufheben (Papiria: „Padre amoroso – Padre crudele“).
Szene 9. Der gefesselte Quinto wird Lucio vorgeführt. Zu Papirias freudiger Überraschung befiehlt dieser, Quinto die Ketten abzunehmen. Anschließend gibt er ihm einen Prunkdegen und schmückt sein Haupt mit Lorbeer. Am Todesurteil hat sich jedoch nichts geändert. Quinto soll ehrenvoll auf den Richtplatz geführt werden (Lucio: „Consolati. Sul sasso“).
Szene 10. Quinto und Papiria nehmen zärtlich Abschied voneinander (Papiria/Quinto: „In stringerti al seno“).
Prächtiges Atrium mit Loggien, die zur Römischen Kurie führen
Szene 11. Lucio beklagt den Verlust Quintos.
Szene 12. Rutilia wundert sich über die offensichtliche Trauer Lucios.
Szene 13. Papiria berichtet vom Aufstand der Soldaten.
Szene 14. Als Cominio meldet, dass sich ein großer Teil des Volks den Aufständischen angeschlossen habe, will sich Lucio ihnen notfalls allein entgegenstellen.
Szene 15. Marco führt Quinto, der bereits befreit worden war, eigenhändig zu Lucio, um weitere Gefahren vom Vaterland abzuwenden. Beeindruckt tritt Lucio das Diktator-Amt an Marco ab, der nun das Schicksal seines Sohnes entscheiden muss. Um den Frieden wiederherzustellen, ist Quinto bereit zu sterben. Daraufhin gesteht Cominio, dass er selbst für den Aufstand verantwortlich sei, und an Quintos Stelle in den Tod gehen wolle.
Szene 16 („ultima“). Stellvertretend für das ganze Volk wirft sich Servilio dem Diktator zu Füßen und bittet um Vergebung. Da die Diktatur nun gerettet ist, zeigt sich Lucio gnädig. Er spricht Quinto zwar nicht selbst frei, übergibt ihn aber dem römischen Volk – mit dem Hinweis in Zukunft die Gesetze besser zu achten. Alle jubeln (Tutti: „O grande! O giusto! O pio! O nostro Dittator!“). Lucio verspricht Servilio als Lohn für seine Verdienste die Hand Rutilias. Der zeigt sich allerdings einsichtig und bittet Marco, sie stattdessen ihrem Geliebten Cominio zu geben. Das Volk feiert seinen Diktator und die Liebe (Chor: „Festeggino, rimbombino“).
Tanz des römischen Volks, das die Vergebung Quinto Fabios feiert.

## Werkgeschichte
Der im achten Buch der ersten Dekade von Titus Livius’ Geschichtswerk Ab urbe condita beschriebene Konflikt zwischen dem römischen Militärdiktator Lucio Papirio Cursor und seinem Kavallerie-Befehlshaber Quintus Fabius Maximus Rullianus war im 18. Jahrhundert ein beliebtes Opernsujet. Besonders große Verbreitung erreichten die Libretti von Antonio Salvi und Apostolo Zeno.
Salvis Lucio Papirio wurde mindestens vierzehn Mal vertont. Die erste Fassung stammt von Francesco Gasparini. Sie hatte am 27. Januar 1714 im römischen Teatro Capranica Premiere. Weitere Vertonungen stammen von Luca Antonio Predieri (Florenz 1714), Giuseppe Maria Orlandini (Neapel 1717), einem unbekannten Komponisten (Mantua 1718), Antonio Bioni (Breslau 1732), Leonardo Leo (Neapel 1735), Nicola Antonio Porpora (Venedig 1737) und Nicola Bonifacio Logroscino (Quinto Fabio, Rom 1738). In Salvis Fassung trägt Lucios Tochter den Namen Emilia. Jede Figur ist von einem eigenen Pflichtgefühl getrieben, das manchmal tragisch endet.
Der zweite Text, der hier beschriebene Lucio Papirio dittatore, stammt von Apostolo Zeno. Sein grober Handlungsverlauf entspricht weitgehend demjenigen von Salvis Libretto. Hier werden allerdings auch äußere Umstände als Grund für Fabio Quintos Ungehorsam genannt und nicht nur sein übertriebener Ehrgeiz. Zenos Text wurde noch häufiger als der von Salvi vertont. Spätere Bearbeitungen trugen auch den Titel Quinto Fabio. Die erste Aufführung gab es am 4. November 1719 am Kaiserhof in Wien in einer Vertonung von Antonio Caldara. Anlass war der Namenstag von Kaiser Karl VI.
Für die Fassung von Antonio Pollarolo, die in der Karnevalsaison 1721 im Teatro San Giovanni Crisostomo in Venedig gespielt wurde, schuf der Maler und Bühnenbildner Innocente Bellavite acht Szenenskizzen, die sich im Besitz von Lodovico Pogliaghi in Varese befanden, deren Verbleib aber heute unbekannt ist.

## Vertonungen
Folgende Komponisten vertonten dieses Libretto:
| Komponist                                                             | Uraufführung                                          | Aufführungsort     | Anmerkungen |  |
| --------------------------------------------------------------------- | ----------------------------------------------------- | ------------------ | --- |  |
| Antonio Caldara                                                       | 4. November 1719, Kaiserhof                           | Wien               | auch am 30. Januar 1721 im Teatro Regio Ducale Mailand; am 9. Februar 1721 im Theater Braunschweig                                                 |  |
| Antonio Pollarolo                                                     | 26. Dezember 1720, Teatro San Giovanni Crisostomo     | Venedig            | |  |
| Anonym                                                                | 1725, Teatro della Pergola                            | Florenz            | als Lucio Papirio |  |
| Anonym                                                                | 6. Januar 1728, Teatro de’ Nobili detto del Pavone    | Perugia            | als Lucio Papirio |  |
| Geminiano Giacomelli                                                  | Frühling 1729, Teatro Ducale                          | Parma              | Libretto bearbeitet von Carlo Innocenzo Frugoni; auch im Sommer 1732 in Cremsier; Karneval 1734 im Teatro Filarmonico in Verona                    |  |
| Giovanni Porta                                                        | 17. Mai 1732, Teatro delle Dame                       | Rom                | |  |
| Georg Friedrich Händel (Pasticcio) → Lucio Papirio dittatore (Händel) | 23. Mai 1732, King’s Theatre am Haymarket             | London             | |  |
| Ignaz Holzbauer                                                       | 12. Oktober 1737, Theater                             | Holešov            | |  |
| Francesco Zoppis (Pasticcio)                                          | Herbst 1739, Theater am Tummelplatz                   | Graz               | |  |
| Johann Adolph Hasse                                                   | 18. Januar 1742, Kleines Kurfürstliches Theater       | Dresden            | auch am 4. November 1746 im Teatro San Carlo, Neapel; am 24. Januar 1766 und 1784 überarbeitet als Lucio Papirio in der Königlichen Hofoper Berlin |  |
| Carl Heinrich Graun                                                   | 4. Januar 1745, Königliche Hofoper                    | Berlin             | als Lucio Papirio |  |
| Gennaro Manna                                                         | 11. Februar 1748, Teatro delle Dame                   | Rom                | |  |
| Baldassare Galuppi                                                    | Messe 1751, Teatro Pubblico                           | Reggio nell’Emilia | als Lucio Papirio; auch 1765 im Teatro de la Santa Cruz in Barcelona                                                                               |  |
| Ignazio Balbi                                                         | 26. Dezember 1752, Teatro Regio                       | Turin              | als Lucio Papirio |  |
| Anonym                                                                | 1756, Det Kongelige Teater                            | Kopenhagen         | als Lucio Papirio |  |
| Giovanni Paisiello                                                    | ca. 30. Juni 1767, Teatro San Carlo                   | Neapel             | auch Karneval 1775 im Teatro de Salvaterra in Lissabon                                                                                             |  |
| Pasquale Anfossi                                                      | Karneval 1771, Teatro delle Dame                      | Rom                | als Quinto Fabio; auch am 26. Dezember 1772 im Teatro del Pavone in Perugia                                                                        |  |
| Ferdinando Bertoni                                                    | 31. Januar 1778, Teatro Interinale                    | Mailand            | als Quinto Fabio; viele weitere Produktionen in italienischen Städten; mehrfach auch in London gegeben                                             |  |
| Dmitri Bortnjanski                                                    | 26. Dezember 1778, Teatro Ducale                      | Modena             | als Quinto Fabio |  |
| Anonym                                                                | Karneval 1779, Teatro Sant’Agostino                   | Genua              | als Quinto Fabio |  |
| Giovanni Battista Borghi                                              | 21. Januar 1780, Teatro della Pergola                 | Florenz            | als Quinto Fabio |  |
| Luigi Cherubini (erste Vertonung)                                     | Oktober 1780, Teatro della città                      | Alessandria        | als Il Quinto Fabio |  |
| Anonym                                                                | Karneval 1782, Teatro Nazari                          | Cremona            | als Il Quinto Fabio |  |
| Luigi Cherubini (zweite Vertonung)                                    | 7. Januar 1783, Teatro Argentina                      | Rom                | als Quinto Fabio |  |
| Anonym                                                                | Karneval 1787, Teatro dei Quattro Cavalieri Associati | Pavia              | als Quinto Fabio |  |
| Gaetano Marinelli                                                     | 30. Mai 1791, Teatro San Carlo                        | Neapel 1791        | als Lucio Papirio; Libretto bearbeitet von Cosimo Mazzini                                                                                          |  |
| Niccolò Antonio Zingarelli                                            | Herbst 1794, Accademia degli Avvalorati               | Livorno            | als Quinto Fabio; auch im Januar 1802 im Teatro della Pergola in Florenz                                                                           |  |

## Aufnahmen und Aufführungen in neuerer Zeit
- Antonio Caldara
  - 9.–21. Juli 2019: Aufführungen beim Buxton International Festival. Regie: Mark Burns; La Serenissima unter Adrian Chandler; Sänger: Robert Murray (Lucio Papirio), William Towers (Marco Fabio), Owen Willetts (Quinto Fabio), Rowan Pierce (Papiria), Elizabeth Karani (Rutilia), Eleanor Dennis (Cominio) und Gareth Brynmor John (Servilio).[29]
- Johann Adolph Hasse
  - 6. April 2013: vollständige konzertante Aufführung in der Grosvenor Chapel, Mayfair, London. Ensemble Serse; Sänger: Benjamin Williamson (Lucio Papirio), Meili Li (Marco Fabio), Calvin Wells (Quinto Fabio), Elisabeth Fleming (Papiria), Roderick Morris (Rutilia), Catherine Pope (Cominio) und Christopher Jacklin (Servilio).[30]

## Digitalisate
1. 1 2  Carl Heinrich Graun: Lucio Papirio. Libretto (italienisch/deutsch), Berlin 1745. Digitalisat des Münchener Digitalisierungszentrums.
2. ↑  Antonio Caldara: Lucio Papirio dittatore. Libretto (italienisch), Wien 1719. Digitalisat der Österreichischen Nationalbibliothek.
3. ↑  Lucio Papirio dittatore (Caldara, Antonio): Noten und Audiodateien im International Music Score Library Project.
4. ↑  Antonio Pollarolo: Lucio Papirio dittatore. Libretto (italienisch), Venedig 1721. Digitalisat des Münchener Digitalisierungszentrums.
5. ↑  Anonym: Lucio Papirio. Libretto (italienisch), Florenz 1725. Digitalisat im Museo internazionale e biblioteca della musica di Bologna.
6. ↑  Geminiano Giacomelli: Lucio Papirio dittatore. Libretto (italienisch), Parma 1729. Digitalisat der Library of Congress.
7. ↑  Lucio Papirio dittatore (Giacomelli, Geminiano): Noten und Audiodateien im International Music Score Library Project.
8. ↑  Giovanni Porta: Lucio Papirio dittatore. Libretto (italienisch), Rom 1732. Digitalisat im Internet Archive.
9. ↑  Ignaz Holzbauer: Lucio Papirio dittatore. Libretto (italienisch), Holešov 1737. Digitalisat der Biblioteca Nazionale Braidense.
10. ↑  Francesco Zoppis: Lucio Papirio dittatore. Libretto (italienisch), Graz 1739. Digitalisat der Österreichischen Nationalbibliothek.
11. ↑  Johann Adolph Hasse: Lucio Papirio dittatore. Libretto (italienisch), Neapel 1746. Digitalisat im Museo internazionale e biblioteca della musica di Bologna.
12. ↑  Johann Adolph Hasse: Lucio Papirio. Libretto (italienisch/deutsch), Berlin 1784. Digitalisat der Staatsbibliothek zu Berlin.
13. ↑  Lucio Papirio (Hasse, Johann Adolph): Noten und Audiodateien im International Music Score Library Project.
14. ↑  Johann Adolph Hasse: Lucio Papirio. Partitur-Manuskript (Auszüge), um 1742. Digitalisat der Staats- und Universitätsbibliothek Dresden.
15. ↑  Lucio Papirio, GraunWV B:I:11 (Graun, Karl Heinrich): Noten und Audiodateien im International Music Score Library Project.
16. ↑  Gennaro Manna: Lucio Papirio dittatore. Libretto (italienisch), Rom 1748. Digitalisat im Internet Archive.
17. ↑  Lucio Papirio dittatore (Manna, Gennaro): Noten und Audiodateien im International Music Score Library Project.
18. ↑  Baldassare Galuppi: Lucio Papirio. Libretto (italienisch), Reggio nell’Emilia 1751. Digitalisat des Münchener Digitalisierungszentrums.
19. ↑  Lucio Papirio (Galuppi, Baldassare): Noten und Audiodateien im International Music Score Library Project.
20. ↑  Ignazio Balbi: Lucio Papirio. Libretto (italienisch), Turin 1752. Digitalisat im Internet Archive.
21. ↑  Anonym: Lucio Papirio. Libretto (italienisch/deutsch), Kopenhagen 1756. Digitalisat der Library of Congress.
22. ↑  Giovanni Paisiello: Lucio Papirio dittatore. Libretto (italienisch), Neapel 1767. Digitalisat im Internet Archive.
23. ↑  Lucio Papirio dittatore, R.1.12 (Paisiello, Giovanni): Noten und Audiodateien im International Music Score Library Project.
24. ↑  Pasquale Anfossi: Quinto Fabio. Libretto (italienisch), Rom 1771. Digitalisat im Museo internazionale e biblioteca della musica di Bologna.
25. ↑  Ferdinando Bertoni: Quinto Fabio. Libretto (italienisch), Mailand 1778. Digitalisat im Museo internazionale e biblioteca della musica di Bologna.
26. ↑  Dmitri Bortnjanski: Quinto Fabio. Libretto (italienisch), Modena 1778. Digitalisat im Museo internazionale e biblioteca della musica di Bologna.
27. ↑  Giovanni Battista Borghi: Quinto Fabio. Libretto (italienisch), Florenz 1780. Digitalisat im Museo internazionale e biblioteca della musica di Bologna.
28. ↑  Anonym: Il Quinto Fabio. Libretto (italienisch), Cremona 1782. Digitalisat im Internet Archive.
29. ↑  Luigi Cherubini: Quinto Fabio. Libretto (italienisch), Rom 1783. Digitalisat der Library of Congress.
30. ↑  Gaetano Marinelli: Lucio Papirio. Libretto (italienisch), Neapel 1791. Digitalisat bei Google Books.
31. ↑  Niccolò Antonio Zingarelli: Quinto Fabio. Libretto (italienisch), Livorno 1794. Digitalisat der Library of Congress.